# Université Reichman
Pour les articles homonymes, voir Reichmann.
L'université Reichman (en hébreu : אוניברסיטת רייכמן), appelée jusqu'en 2021 Centre interdisciplinaire Herzliya (en anglais : Interdisciplinary Center Herzliya ou IDC Herzliya ; en hébreu : המרכז הבינתחומי הרצליה), est un établissement d'enseignement supérieur privé israélien, fondé en 1994 et situé à Herzliya, près de Tel Aviv.

## Localisation
Les locaux de l'université Reichman se situent à Herzliya, dans la banlieue nord de Tel Aviv. Ils sont implantés sur le territoire d'une ancienne base aérienne de la Force aérienne et spatiale israélienne, qui joue un rôle important durant la guerre israélo-arabe de 1948.

## Historique
L'établissement est fondé en 1994 par Uriel Reichman, sous le nom de Centre interdisciplinaire Herzliya, en anglais : Interdisciplinary Center Herzliya, abrégé « IDC Herzliya ». Le professeur cherche alors à bâtir une université privée calquée sur les institutions de rang mondial, dans le but de « former les futurs dirigeants de l'État israélien et du peuple juif dans l'esprit du sionisme et les valeurs de la Déclaration d'indépendance de l'État d'Israël ». L'université Reichman est enregistrée en Israël comme une organisation à but non lucratif et ne reçoit aucun fond public.
En 2012, Haaretz révèle que l'École du développement durable de l'IDC Herzliya est partiellement financée par des donations effectuées par des entreprises polluantes, parmi lesquelles Israel Chemicals.
En 2020, l'établissement change de nom pour devenir l'université Reichman. Cette décision vise à honorer le fondateur de l'université, qui doit alors prendre sa retraite l'année suivante, après avoir dirigé l'institution depuis sa fondation. Le changement de nom a également pour but de mettre l'accent sur son statut d'« institution de recherche universitaire qui délivre des doctorats et fonctionne conformément aux normes universitaires les plus élevées », selon The Jerusalem Post. L'école reçoit en 2021 l'autorisation officielle de se faire appeler « université », qui lui était jusque là refusée par le Conseil de l'enseignement supérieur ; elle devient la première université privée d'Israël.
Selon le Conseil de l'enseignement supérieur, l'université Reichman fait partie des établissements d'enseignement supérieur les mieux classés du pays.

### Partenariat avec l'IEP de Strasbourg
Un partenariat est signé en 2015 avec l'Institut d'études politiques de Strasbourg, qui permet chaque année à des étudiants israéliens de se rendre dans la ville alsacienne et à deux élèves français d'étudier en Israël. Les liens entre les deux écoles sont arrêtés temporairement durant la pandémie de Covid-19 et à la suite des attaques du Hamas en octobre 2023, avant de reprendre peu de temps après.
En juin 2024, dans le cadre de la guerre à Gaza à Gaza, le partenariat est à nouveau suspendu. Cependant, un vote du conseil d'administration en décembre 2024 le réactive, une décision qui mécontente de nombreux étudiants, personnels et professeurs. Des enseignants démissionnent de l'organe de direction en dénonçant des « pressions tant internes qu’externes » en marge du vote, qualifié de « déni de démocratie ». À partir de janvier 2025, un mouvement de protestation interne a lieu, qui culmine avec l'occupation des locaux de l'IEP, avec pour revendication la fin du partenariat. Les étudiants accusent l'université Reichman de soutenir la politique israélienne à Gaza. Finalement, un accord est trouvé le 9 mars, prévoyant la création d'un « comité d'examen » consultatif qui doit rendre son avis sur la poursuite ou non du partenariat avant le 8 avril.

## Personnalités liées

### Anciens élèves
- Gal Gadot
- Sagi Muki
- Yaïr Netanyahou